# Phidippus clarus
Phidippus clarus är en spindelart som beskrevs av Eugen von Keyserling 1884 [1885. Phidippus clarus ingår i släktet Phidippus och familjen hoppspindlar. Inga underarter finns listade i Catalogue of Life.